# Gunnera densiflora
Gunnera densiflora är en gunneraväxtart som beskrevs av Joseph Dalton Hooker. Gunnera densiflora ingår i släktet gunneror, och familjen gunneraväxter. Inga underarter finns listade.